# Mulchí

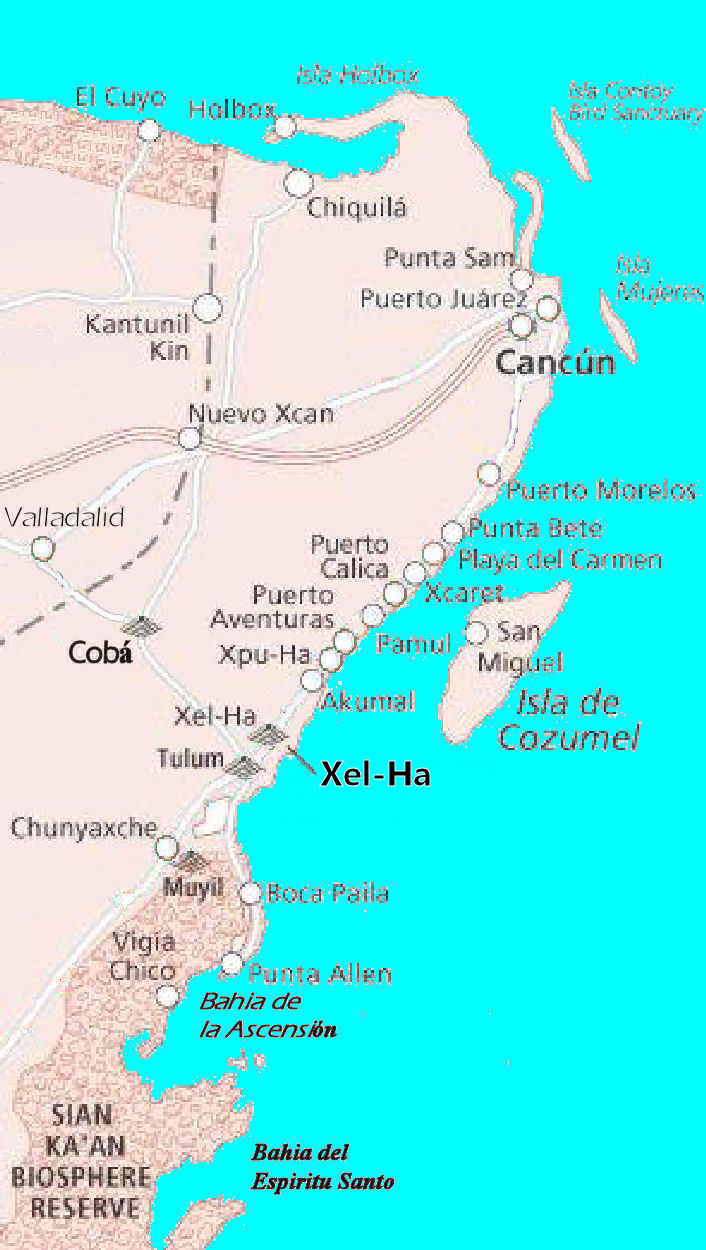
Norte de Quintana Roo, en México

Mapa de los kuchkabales mayas encontrados por los conquistadores españoles en el, según Ralph L. Roys.

Mulchí o Mulchi fue un asentamiento prehispánico de la cultura maya ubicado al sur de Puerto Morelos en la costa oriental de la península de Yucatán, en el estado mexicano de Quintana Roo. El sitio se encuentra en lo que fue la antigua jurisdicción (kuchkabal) maya de Ekab cerca de lo que fue la población de Polé, actualmente Xcaret.

## Datos históricos
En donde estuvo el asentamiento de Mulchí aún se pueden ver yacimientos arqueológicos de la cultura maya consistentes en varias estructuras en forma de crujías con techos planos sobre una plataforma, formando una especie de plaza que también tiene filas de columnas y un altar cuadrado. Estas construcciones han sido datadas en el periodo Posclásico aunque también se han encontrado evidencias de habitación maya más temprana, hacia el periodo Clásico.
De lo que fue la población de Mulchí en el siglo XVI hay constancias históricas ya que el Adelantado Francisco de Montejo visitó el lugar entre 1527 y 1528. Durante su intento de conquista de la península en esos años, además de estar en Mulchi, estuvo en Polé, Xamanhá y Mochí (que algunos más tarde confundieron con Mulchí). Se ha referido que los conquistadores constataron que la zona en general estaba densamente poblada, sin conocerse datos de mayor precisión. Por otro lado, en el mapeo que Ralph L. Roys (La geografía política de los mayas yucatecos') hizo de la península de Yucatán y de las comarcas (kuchkabales) en que estaba dividida, también se menciona a Mulchic como un asentamiento perteneciente a la provincia de Ekab, ubicado unos kilómetros al sur de Polé.